# Архелай
Вижте пояснителната страница за други личности с името Архелай.
Архелай (Archelaus; на гръцки: Ἀρχέλας) е древногръцки философ по Естествена философия от 5 век пр.н.е.
Роден е вероятно в Атина. Ученик е на Анаксагор и според Диоген Лаерций е учител на Сократ.
Той смята, че съществува основна материя от въздух, изпълнен с дух.
Неговите произведения не са запазени.